# 45 Draconis
Cet article concerne l'étoile d Draconis. Elle ne doit pas être confondue avec δ (Delta) Draconis.
Désignations
45 Draconis (en abrégé 45 Dra) est une étoile de la constellation boréale du Dragon. Elle est visible à l'œil nu avec une magnitude apparente de 4,77. Elle porte également la désignation de Bayer de d Draconis, 45 Draconis étant sa désignation de Flamsteed. D'après la mesure de sa parallaxe annuelle par le satellite Gaia, l'étoile est distante d'approximativement ∼ 3 200 a.l. (∼ 981 pc) de la Terre. Elle se rapproche du Système solaire à une vitesse radiale de −13 km/s.
Lyubimkov et al. (2012) classent l'étoile comme une supergéante jaune de type spectral F7Ib. Elle est 8,2 fois plus massive que le Soleil et elle est âgée d'approximativement 33 millions d'années. Son rayon est 62 fois plus grand que le rayon solaire, elle est 5 450 fois plus lumineuse que le Soleil et sa température de surface est de 6 151 K.